# RMB (entreprise)
Pour les articles homonymes, voir RMB.
 (février 2017).
Si vous disposez d'ouvrages ou d'articles de référence ou si vous connaissez des sites web de qualité traitant du thème abordé ici, merci de compléter l'article en donnant les références utiles à sa vérifiabilité et en les liant à la section « Notes et références ».
RMB (Régie Média Belge) est une régie publicitaire pluri-média belge, fondée en 1985 par la Radio-télévision belge de la Communauté française (RTBF) et le Cinéma Publicitaire Belge. Aujourd’hui, RMB est l’une des régies publicitaires les plus importantes en Belgique. Elle commercialise les espaces de chaînes TV, de chaînes radio et de nouveaux médias digitaux issus, entre autres, de la numérisation de ces éditeurs audiovisuels.

## Historique

### Autorisation de diffusion de publicité non-commerciale en Belgique
En 1983, le Gouvernement de la Communauté française de Belgique autorise la RTBF à diffuser de la publicité non commerciale. Deux ans plus tard, dans le cadre de leurs évolutions respectives, la RTBF et le Cinéma Publicitaire Belge décident de créer en commun une société chargée de commercialiser l’ensemble de leurs activités publicitaires. RMB est portée sur les fonts baptismaux le 11 octobre 1985. La direction générale en est confiée au tandem Christiane Dardenne, issue du CPB, et Pierre-Paul Vander Sande, issu de la RTBF. 
Outre l’espace cinéma, la régie est autorisée à vendre sur la chaine publique des spots de publicité sans marque. L’ingéniosité sera de mise pour trouver des associations habilitées à commanditer ces spots sans les marques des annonceurs. On voit ainsi à l'écran des spots pour les poudres sans phosphates mais sans jamais voir apparaître la marque. En face, sur RTL Télévision, le même spot vante les mérites de Dash sans phosphates. Même scénario pour les bananes « Chiquita » avec ou sans le célèbre logo bleu. Jusque-là, tout le marché publicitaire télévisuel belge passait par le Luxembourg. RTL Télévision était la seule chaine diffusant des spots à destination de la Belgique, avec des tarifs exprimés en francs… luxembourgeois ! La Flandre ne s'ouvrira à la publicité TV qu'en février 1989 avec l'arrivée de VTM.

### Apparition des premières marques sous forme de sponsoring en télévision
Après la victoire de Sandra Kim à Bergen, la RTBF doit organiser le Concours Eurovision de la chanson 1987. Dès lors, la tutelle autorise la RTBF à faire du sponsoring. Pour la première fois, quatre marques apparaissent à l'écran juste avant l'Eurovision (Spa, Coca-Cola, Sabena et Générale de Banque). 
Dans le même temps, RTL-TVI, reconnue par la Communauté française, obtient la garantie du monopole sur la publicité TV jusqu'en 2002, avec un gouvernement incluant les libéraux : la chaine peut vendre sans concurrence ses espaces publicitaires. Les annonceurs et les agences sont cependant demandeurs d'une régulation naturelle du marché, en ouvrant la publicité à la concurrence.

### Autorisation de la publicité commerciale en télévision
Après les élections, les coalitions changent et les socialistes rediscutent les accords sur l'audiovisuel. La RTBF est endettée, il faut trouver un mode alternatif de financement. Le Gouvernement autorise la publicité commerciale dès le 1er septembre 1989. 
Pour éviter de perdre la mainmise sur la publicité en Belgique, RTL-TVi négocie l’ « accord TVB » : un décret répartit les rentrées publicitaires des 2 chaines, 75 % pour RTL-TVi et 25 % pour la RTBF, et prévoit également des compensations pour la presse écrite. IPB, la régie de RTL, commercialisera ainsi les espaces pubs de la RTBF, en vendant les espaces par « packages » baptisés « nômes », constitués de trois spots (deux sur RTL, un sur la RTBF) . Les prix réels des spots, non communiqués au marché, correspondaient à un tarif secret appelé « alpha », qui débouchaient sur une savante combinaison constituant les prix des packages en question.

### Apparition de la publicité commerciale sur les chaînes de la RTBF
Le 1er septembre 1989, la publicité commerciale fait donc son apparition à la RTBF : le premier spot de pub « Milka Lila Pause » est diffusé sur RTBF1. Le monopole publicitaire, concédé pourtant en 1987 à RTL-TVi, pour une période de 14 ans, vient d'exploser. 
Pour la chaine publique, RMB doit dans l’immédiat se limiter à vendre le sponsoring, la publicité non-commerciale, et la publicité locale et régionale, qui n'entrent pas dans le champ de TVB.

### Apparition de la publicité commerciale sur les ondes radio de la RTBF
En 1991, à la suite de la  BRTN, la RTBF est autorisée à diffuser de la publicité commerciale sur les ondes radio également. RMB en devient l’opérateur commercial. L’ouverture de la publicité sur les ondes radiophoniques publiques conduit en quelques années le média radio à une part exceptionnelle du gâteau publicitaire, dépassant les 10 % ! Elle permet également aux opérateurs privés de développer de façon spectaculaire tant leurs audiences que leurs recettes publicitaires.
En 1996, le système TVB, étrange instrument de solidarisation forcée des intérêts privé (surtout) et public (un peu), est abandonné au profit d’une commercialisation indépendante et RMB peut donc développer librement les recettes de la RTBF. La RTBF se voit cependant encadrée de contraintes publicitaires (secteurs interdits, temps publicitaire limité,…) plus lourdes que la chaîne privée.
Un développement européen se profile sous la holding « RMB International », régie axée initialement sur le cinéma et représentée finalement dans pas moins de 17 pays. L’aventure se termine en 2002 par la cession de cette activité internationale à Screenvision, associant Thomson et Carlton.  Le cinéma quitte donc le giron des activités de RMB en Belgique. Après le départ de Pierre-Paul Vander Sande, c’est Yves Gérard qui prend les rênes de RMB.

### RMB, contrôlée à 99,88% par la RTBF
En février 2007, UGC se retire de l’actionnariat de RMB, laissant l’entièreté du contrôle de la régie à la RTBF.
Au cours des années, RMB se forge une réputation d’excellence dans les outils marketing et les études mis à disposition du marché, récompensée par un double titre aux AMMA awards pour l’année 2007.
Début 2010, le gouvernement de la Communauté Française conclut un difficile exercice budgétaire diminuant la dotation publique de la RTBF et lui imposant de comprimer dépenses et masse salariale.  Une partie des contraintes réglementaires pesant sur la publicité à la RTBF sont assouplies, permettant d’engranger des recettes nouvelles : autorisation des médicaments de comptoir, autorisation des coupures des films et assouplissement de la règle du minutage en prime time en télévision.
C’est le moment choisi par RMB pour faire évoluer son organisation, quittant la logique des « silos médias » adoptée depuis sa création, pour adopter une structure matricielle mettant l’accent sur les synergies intermédias et  la mise en avant de « solutions media-marketing » pour l’annonceur, plus que la vente d’espace pure et simple.
Aujourd’hui, RMB représente un large portefeuille de marques média dans trois activités : la télévision, la radio et les médias numériques.

### RMB, une régie en constante évolution
Depuis les débuts de son activité, RMB se développe et se transforme pour répondre aux attentes des annonceurs et relever les différents challenges du secteur des médias qui est en perpétuelle évolution.
RMB enchaîne ainsi les prises en régie de nouvelles marques média : NRJ Belgique (1994), Be tv (2004), AB3 (2013), DH Radio (2014) devenue LN RADIO en 2022, ABXPLORE (2017) et LN24 (2018).
L’expertise de RMB dans le domaine des études marketing, de la créativité, du développement média et/ou technologique est régulièrement reconnue aux AMMA (Annual Master in Media Awards), l’événement média belge de l’année. La régie remporte un ou plusieurs prix en 2015, 2016, 2017, 2019, 2021 et 2022.
Dès 2015, RMB opère sa transformation digitale et se positionne comme un acteur majeur du marché belge de la vidéo online en commercialisant les espaces publicitaires des sites de la RTBF (dont Auvio) auxquels viendront s’ajouter, entre autres, ceux d’Azerion (Hi-media en 2015) En 2017, c’est le début de la vente d’espaces audio digitaux.
En 2018, RMB lance FLASH (Feel Like A Super Hero), une cellule dédiée aux contenus et à la créativité dont la mission consiste à développer des concepts inédits, des solutions sur mesure ou des actions potentiellement enrichies avec des touchpoints hors RMB, afin de générer un maximum d’efficacité publicitaire pour ses clients.
En 2019, RMB fait partie des acteurs du marché publicitaire qui investissent des ressources et des moyens dans l’exploitation des données. La régie crée VIBE (Valuable Insights Boost Efficiency), une cellule qui se consacre à la collecte, au traitement et à l’exploitation de la data liée aux marques média en régie. 
C’est au même moment que RMB développe des offres publicitaires « targetées » (c’est-à-dire ciblées sur des types bien définis de consommateurs) en vidéo online, mais aussi via la TV adressée (Addressable TV). C’est d’ailleurs Proximus et RMB qui lancent ensemble la TV adressée en Belgique francophone en 2019. À partir de cette date, la plateforme de Proximus va permettre d’adresser les campagnes publicitaires sur les chaînes TV en régie chez RMB en fonction du profil et des intérêts des consommateurs. 
À partir de 2021, en réponse à l’avènement des géants du numérique (GAFAM) qui accaparent une part de plus en plus grande des investissements publicitaires des annonceurs, RMB se distingue dans le testing de nouvelles technologies et dans la création d’alliances avec des partenaires externes. Le plus souvent, RMB travaille avec des acteurs nationaux en vue d’élaborer des écosystèmes publicitaires belges capables de rivaliser avec ces grands concurrents internationaux. Les recherches débouchent sur de nouvelles solutions publicitaires commercialisables : achat TV depuis un DSP (TV programmatique), Ad Replacement dans le flux live d’Auvio (remplacement des écrans pub. du linéaire TV par des écrans digitaux dédiés à la plateforme digitale de la RTBF), combinaison Addressable TV + Paper Mail, combinaison TV linéaire + Addressable TV, combinaison TV linéaire + Affichage digital, etc. Aux AMMA 2022, RMB décroche d’ailleurs le GOLD dans la catégorie « Media Saleshouse of the Year » pour l’ensemble de ses développements.

### Mobilisation en faveur de la durabilité
Le 23 novembre 2022, RMB inaugure une nouvelle image de marque en parfaite adéquation avec un contexte publicitaire en pleine mutation, ainsi qu’avec les grandes transformations initiées par l’entreprise au cours des deux dernières années. 
La philosophie de RMB reste tournée vers l’innovation et l’exploration. A cela s’ajoute la dimension de la durabilité. En tant que régie de médias de masse, RMB souhaite endosser une nouvelle responsabilité et ainsi contribuer à façonner un monde meilleur. Convaincue que la publicité a un rôle à jouer, non pas pour inciter à consommer plus, mais pour encourager à consommer mieux, et située au cœur de l’écosystème médias/annonceurs/consommateurs, RMB a l’ambition de fédérer le marché publicitaire belge. Début 2023, l’une des premières actions consiste à proposer un écran publicitaire TV ayant pour vocation d’offrir une plus grande visibilité aux organisations et produits répondant à des critères d’écoresponsabilité que RMB a rassemblés dans une charte d’éligibilité en s’appuyant sur les labels existants les plus fiables.

## Activités

### Télévision
RMB commercialise les espaces publicitaires des 2 chaînes télévisées de la RTBF qui diffusent de la publicité commerciale (La Une et Tipik), des chaînes privées AB3 et ABXPLORE, de la 1ère chaîne belge d’info en continu LN24, et de Be TV.
Avec ce portefeuille de marques généralistes et/ou ciblées, avec une offre combinant notamment l'information, le divertissement, le sport et la fiction, les annonceurs ont l’opportunité de toucher une audience large et variée, tout autant que des segments de consommateurs spécifiques.

### Radio
RMB commercialise les espaces publicitaires des 7 radios de la RTBF (La Première, VivaCité, Classic 21, Tipik, Musiq'3, Viva+ et Jam), la chaîne musicale NRJ et la chaîne « music & news » LN RADIO.
Dans cette variété d'offre, l'atout de la radio est de toucher au moment adéquat des groupes-cibles identifiés, dont les motivations d'écoute sont claires.

### Digital
RMB gère l’inventaire vidéo online & display d’un nombre important de sites ou plateformes digitales belges : la totalité des sites de la RTBF (dont la plateforme Auvio), ab3.be, nrj.be (y compris NRJ Play) et ln24.be. 
RMB est également le représentant commercial pour la vidéo online des sites de la division Sellbranch d’Azerion. 
RMB commercialise aussi les espaces digitaux (video online & display) des sites du groupe France Télévisions visités par des IP belges.
Au plan audio, RMB régit l’inventaire des sites de la RTBF (sites des chaînes radio, Auvio & Tarmac) et de nrj.be (y compris NRJ Play).

### BU DIRECT
RMB offre des possibilités efficaces à des tarifs adaptés pour les annonceurs régionaux et locaux ne passant pas par agence média et désirant promouvoir leur activité via la télévision et la radio.
La Business Unit « Direct Account» de RMB met des conseillers pluri-médias à l'écoute de ses clients et peut prendre en charge la production des spots, le planning et le suivi des campagnes.
La BU « Direct Account » gère aussi le portefeuille constitué par les annonceurs nationaux et institutionnels directs sans agence média.